# Dominika Krysztoforska
Dominika Krysztoforska (ur. 1975 w Mławie) – polska tancerka warszawskiej sceny baletowej; w latach 1998–2018 pierwsza solistka Polskiego Baletu Narodowego.

## Życiorys
Jest absolwentką Państwowej Szkoły Baletowej im. Romana Turczynowicza w Warszawie (1994, tytuł i nagroda dla „Najlepszego absolwenta szkół baletowych w Polsce”). Rok wcześniej została stypendystka Krajowego Funduszu na rzecz Dzieci oraz laureatką Ogólnopolskiego Konkursu Tańca w Gdańsku, otrzymując tam I nagrodę w kategorii juniorek. Po ukończeniu szkoły została zaangażowana do zespołu baletowego Teatru Wielkiego w Warszawie. Już w pierwszym sezonie zadebiutowała jako Odetta w Jeziorze łabędzim. W 1996 otrzymała Brązowy Medal na II Światowym Konkursie Baletowym w Nagoi, Medal Wójcikowskiego przyznawany dorocznie najzdolniejszemu polskiemu tancerzowi młodego pokolenia oraz tytuł solistki. W 1995 została koryfejką, rok później solistką, a w 2009 pierwszą solistką baletu Teatru Wielkiego − Opery Narodowej, którą była do 2018. Następnie zajęła się działalnością pedagogiczną.
W repertuarze łączyła partie klasyczne ze współczesnymi o dużym ładunku dramatycznym i wyjątkowej plastyce ruchu. W 2011 uhonorowana Srebrnym Medalem „Zasłużony Kulturze Gloria Artis”.

## Najważniejsze role
Opracowano na podstawie materiału źródłowego

### Teatr Wielki – Opera Narodowa/Polski Balet Narodowy
- Odetta-Odylia, Cztery łabędzie i Narzeczona w Jeziorze łabędzim (trad. / Konstantin Siergiejew)
- Królowa Śniegu w Dziadku do orzechów (Andrzej Glegolski)
- Giselle i Dwie Willidy w Giselle (trad. / Anatolij Gridin, Irina Michajliczenko)
- Wróżka Delikatności, Kopciuszek i Królowa w Śpiącej królewnie (trad. / Jurij Grigorowicz)
- Solistka w Carmina burana (Antal Fodor)
- Marina w Greku Zorbie (Lorca Massine)
- Królowa w Trzech muszkieterach (André Prokovsky)

- Pani T. w Grach (Emil Wesołowski)
- Żona (kreacja), Faszystka i Nauczycielka w La dolce vita (Zofia Rudnicka)
- M… w Carmen (Mats Ek)
- Odetta-Odylia, Węgierska Księżniczka i Cztery Łabędzie w Jeziorze łabędzim (trad. / Irek Muchamiedow)
- Baronowa Nadieżda von Meck w Czajkowskim (Boris Ejfman)
- Przyjaciółka Lise w Córce źle strzeżonej (Frederick Ashton)
- Solistka pierwsza w Musagète (Boris Ejfman)
- Frygia w Spartakusie (Emil Wesołowski)
- Wdowa w Harnasiach (Emil Wesołowski)
- Madame Łarina w Onieginie (John Cranko)
- Barbara Radziwiłłówna i Królowa Wschodu w Panu Twardowskim (Gustaw Klauzner)
- Betsy w Annie Kareninie (Alexei Ratmansky)

- Blancheflor w Tristanie (Krzysztof Pastor)
- Madame Łarina w Onieginie (John Cranko)
- Solistka tańca d’jampée w Bajaderze (trad. / Natalia Makarowa)
- Betsy w Annie Kareninie (Alexei Ratmansky)
- Eurydyka (Nowy Orfeusz), Wie lange noch? i inne partie solowe w Kurcie Weillu (Krzysztof Pastor)
- Matka Fryderyka (kreacja) i George Sand w Chopinie, artyście romantycznym (Patrice Bart)
- Druga Aria w In Light and Shadow (Krzysztof Pastor)
- Wróżka Chrzestna w Kopciuszku (Frederick Ashton)
- Para i Nasza-Trzecia w I przejdą deszcze… (kreacja, Krzysztof Pastor)
- Trzy wysokie kobiety w Święcie wiosny (Wacław Niżyński / Millicent Hodson)
- Matka Klary w Dziadku do orzechów (Toer van Schayk & Wayne Eagling)
- Pani Capuleti w Romeo i Julii (Krzysztof Pastor)
- 2. Dziewczyna Uliczna w Poskromieniu złośnicy (John Cranko)
- Caryca Maria w Jeziorze łabędzim (kreacja, z nowym librettem, Krzysztof Pastor)

Oraz inne partie solowe w baletach:
- Alpha Kryonia Xe (Jacek Przybyłowicz)
- Petite Mort (Jiří Kylián)
- Trzecia symfonia „Pieśń o nocy” Karola Szymanowskiego (kreacja, Jacek Przybyłowicz)